# Nuoto ai XIX Giochi asiatici - Staffetta 4x200 metri stile libero femminile
La gara della staffetta 4x200 metri stile libero femminile di nuoto ai XIX Giochi asiatici si è svolta il 28 settembre 2023, durante i XIX Giochi asiatici, presso l'Hangzhou Olympic Sports Expo Center.

## Podio
| Pos.    | Nazione       | Atleta                                                                        |
| ------- | ------------- | ----------------------------------------------------------------------------- |
| Oro     | Cina          | Liu Yaxin Cheng Yujie Li Bingjie Li Jiaping Wu Qingfeng Ge Chutong Yang Peiqi |
| Argento | Giappone      | Rio Shirai Nagisa Ikemoto Waka Kobori Miyu Namba Mio Narita Hiroko Makino     |
| Bronzo  | Corea del Sud | Kim Seo-yeong Hur Yeon-kyung Park Su-jin Han Da-kyung Lee Eun-ji Jeong So-eun |

## Record
Prima della manifestazione il record del mondo (RM), il record asiatico (AS) e il record dei giochi (RC) erano i seguenti.
|  | 7'37"50 | Australia | 27 luglio 2023 Fukuoka  |
|  | 7'40"33 | Cina      | 29 luglio 2021 Tokyo    |
|  | 7'48"61 | Cina      | 21 agosto 2018 Giacarta |

Durante la competizione non sono stati migliorati record.

## Programma
| Data              | Ora (UTC+8) | Turno    |
| ----------------- | ----------- | -------- |
| 28 settembre 2024 | 11:35       | Batterie |
| 28 settembre 2024 | 21:06       | Finale   |

## Risultati

### Batterie
| Pos. | Batteria | Corsia | Nazione       | Atleta | Tempo    | Note |
| ---- | -------- | ------ | ------------- | --- | -------- | ---- |
| 1    | 2        | 4      | Cina          | Wu Qingfeng (2'03"35) Ge Chutong (1'59"86) Yang Peiqi (1'59"57) Li Jiaping (1'58"24)                                            | 8'01"02  | Q    |
| 2    | 1        | 4      | Giappone      | Waka Kobori (1'59"48) Mio Narita (2'02"52) Miyu Namba (2'01"43) Hiroko Makino (2'00"94)                                         | 8'04"37  | Q    |
| 3    | 2        | 5      | Hong Kong     | Tinky Ho (2'04"00) Chloe Cheng (2'02"61) Ng Lai Wa (2'06"75) Mok Sze Ki (2'05"58)                                               | 8'18"94  | Q    |
| 4    | 1        | 5      | Corea del Sud | Lee Eun-ji (2'07"66) Park Su-jin (2'06"20) Jeong So-eun (2'08"36) Hur Yeon-kyung (2'02"71)                                      | 8'24"93  | Q    |
| 5    | 2        | 3      | Singapore     | Chan Zi Yi (2'03"53) Ashley Lim (2'07"32) Marina Chan (2'09"82) Faith Khoo (2'08"53)                                            | 8'29"20  | Q    |
| 6    | 2        | 6      | Filippine     | Chloe Isleta (2'05"43) Xiandi Chua (2'11"16) Tiea Salvino (2'06"77) Jasmine Alkhaldi (2'07"06)                                  | 8'30"42  | Q    |
| 7    | 1        | 3      | Thailandia    | Kamonchanok Kwanmuang (2'01"61) Napatsawan Jaritkla (2'10"62) Komkarnjana Sapianchai (2'10"98) Jinjutha Pholjamjumrus (2'07"81) | 8'31"02  | Q    |
| 8    | 1        | 6      | India         | Dhinidhi Desinghu (2'07"74) Sguvabgu Sarma (2'12"24) Vritti Agarwal (2'10"20) Hashika Ramachandra (2'09"46)                     | 8'39"64  | Q    |
| 9    | 2        | 2      | Macao         | Chen Pui Lam (2'15"86) Cheang Weng Chi (2'18"84) Kuan I Cheng (2'20"15) Kuok Hei Cheng (2'17"20)                                | 9'12"05  |      |
| 10   | 1        | 2      | Maldive       | Hamna Ahmed (2'41"66) Hanan Hussain Haleem (2'41"23) Een Shareef (2'44"51) Meral Latheef (2'42"91)                              | 10'50"31 |      |

### Finale
| Pos. | Corsia | Nazione       | Atleta | Tempo   | Note |
| ---- | ------ | ------------- | --- | ------- | ---- |
|      | 4      | Cina          | Liu Yaxin (1'56"45) Cheng Yujie (1'58"56) Li Bingjie (1'56"14) Li Jiaping (1'58"19)                                             | 7'49"34 |      |
|      | 5      | Giappone      | Rio Shirai (1'59"28) Nagisa Ikemoto (1'57"73) Waka Kobori (1'59"00) Miyu Namba (1'59"92)                                        | 7'55"93 |      |
|      | 6      | Corea del Sud | Kim Seo-yeong (1'59"43) Hur Yeon-kyung (1'58"64) Park Su-jin (2'01"32) Han Da-kyung (2'00"72)                                   | 8'00"11 |      |
| 4    | 3      | Hong Kong     | Chloe Cheng (2'03"19) Siobhán Haughey (1'54"21) Camille Cheng (2'02"46) Stephanie Au (2'02"56)                                  | 8'02"42 |      |
| 5    | 7      | Filippine     | Tiea Salvino (2'04"75) Kayla Sanchez (2'00"05) Xiandi Chua (2'03"67) Chloe Isleta (2'04"33)                                     | 8'12"80 |      |
| 6    | 1      | Thailandia    | Kamonchanok Kwanmuang (2'01"37) Napatsawan Jaritkla (2'07"18) Komkarnjana Sapianchai (2'09"48) Jinjutha Pholjamjumrus (2'04"70) | 8'22"73 |      |
| 7    | 2      | Singapore     | Chan Zi Yi (2'03"99) Ashley Lim (2'07"64) Faith Khoo (2'10"56) Christie Chue (2'06"89)                                          | 8'29"08 |      |
| 8    | 8      | India         | Dhinidhi Desinghu (2'08"59) Vritti Agarwal (2'09"41) Shivangi Sarma (2'11"32) Hashika Ramachandra (2'08"26)                     | 8'37"58 |      |